# فابریسیو وردوم
فابریسیو وردوم (به انگلیسی: Fabrício Werdum) (زاده ۳۰ ژوئیه ۱۹۷۷ برزیل) مبارز هنرهای رزمی ترکیبی برزیلی و قهرمان سابق یو اف سی است. او همچنین ۴ بار قهرمان جوجیتسو برزیلی جهان و دوبار قهرمان سابمیشن رسلینگ جهان شده‌است.